# Demetriusz II Baktryjski
Demetriusz II (gr. Δημήτριος Β΄ της Βακτρίας) – król greko-baktryjski, panujący w latach 175–170 p.n.e.
Świadectwem jego panowania są liczne drachmy i tetradrachmy z wizerunkiem Ateny na rewersie. Choć w przeciwieństwie do poprzedników emitował monety jedynie w systemie greckim, zasięg znalezisk wskazuje że bezsprzecznie panował także nad terenami indyjskimi w Paropamisadzie i Arachozji. Został obalony przez uzurpatora Eukratydesa I. 
Pochodząca z III wieku n.e. relacja Justynusa wspomina o wojnie Eukratydesa z "Demetriuszem królem Indów" oraz późniejszym zamordowaniu Eukratydesa i zbezczeszczeniu jego zwłok  przez własnego syna. Ponieważ wyklucza się ona całkowicie z przyjętą datacją panowania Demetriusza II i brak dowodów na to by jego panowanie rozciągało się poza Indus, uważa się, że Justynus popełnił błąd. "Demetriusz król Indów" byłby w rzeczywistości Menandrem I, a sposób potraktowania ciała Eukratydesa wskazuje, że musiał go zamordować w zemście potomek obalonego Demetriusza.